# Fiumi del Canada

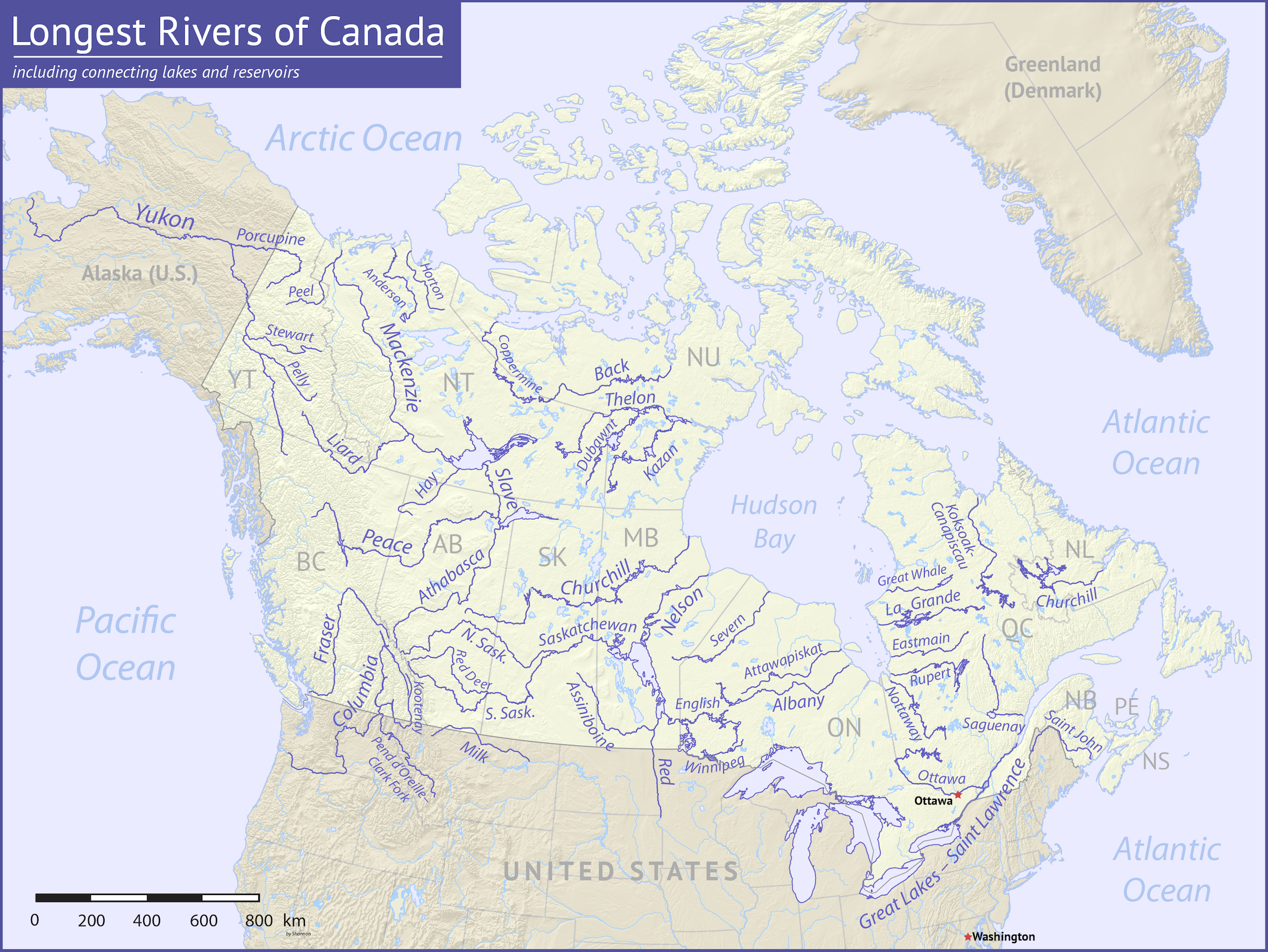
Carta con la lista dei maggiori fiumi del Canada

In Canada ci sono 4 principali bacini idrografici: il bacino artico, quello atlantico, quello pacifico, il bacino della Baia di Hudson.

## Bacino atlantico
Il bacino atlantico è dovuto all'importante fiume San Lorenzo e ai suoi affluenti, tra cui i fiumi Saguenay, Manicouagan e Outaouais. Questo bacino bagna tutte le province atlantiche (anche parti del Quebec e del Labrador), gran parte del Quebec non abitato e del sud dell'Ontario. I Grandi Laghi, il Lago Nipigon, i fiumi Churchill ed il St. John sono altri elementi importanti del bacino atlantico.

## Bacino della baia di Hudson
Il bacino della baia di Hudson bagna un terzo del Canada. Copre l'Ontario ed il Quebec settentrionali, il Manitoba, gran parte del Saskatchewan, il sud dell'Alberta, la parte sud occidentale del Nunavut e quella meridionale dell'Isola di Baffin. Questo bacino è il più importante al fine di combattere la siccità nelle praterie e per produrre energia idroelettrica, specialmente in Manitoba, Ontario e Quebec. Gli elementi principali di questo bacino comprendono il lago Winnipeg, i fiumi Nelson, North Saskatchewan, South Saskatchewan, Assiniboine ed il lago Netiling.

## Bacino pacifico
La divisione continentale del Nord America, nelle Montagne Rocciose, separa il bacino pacifico, nella Columbia Britannica e nello Yukon, dai bacini artico e della baia di Hudson. Questo bacino è importante per l'irrigazione delle coltivazioni nella Columbia Britannica, nelle valli dei fiumi Okanagan e Kootenay, e per produrre energia idroelettrica. Il fiume Yukon, il fiume Columbia ed il Fraser sono i maggiori elementi di questo bacino.

## Bacino artico
Il settentrione dell'Alberta, del Manitoba e della Columbia Britannica, i Territori del Nord-Ovest, ed il Nunavut sono bagnati dal bacino artico. A differenza dei precedenti, questo è poco sfruttato da centrali idroelettriche, fatta eccezione per il fiume Mackenzie, il fiume più lungo in Canada. I fiumi Peace e Athabasca, i laghi Grande Lago degli Orsi e Grande Lago degli Schiavi (che sono rispettivamente il più grande ed il secondo più grande interamente compresi in Canada) sono elementi significanti di questo bacino. Ognuno di questi elementi è unito al Mackenzie, che quindi trasporta la maggior parte dell'acqua del bacino Artico.

## Suddivisione dei fiumi per province e territori
Di seguito l'elenco alfabetico dei maggiori fiumi del Canada suddisivi per province e territori.

### Alberta
Fra i maggiori fiumi dell'Alberta vanno menzionati i seguenti: Athabasca, Battle, Belly, Bow, Brazeau, Chaba, Clearwater, Cline, Elbow, Firebag, Hay, Highwood, Howse, Johnston Creek, Kakwa, fiume La Biche, Lesser Slave, McLeod, Milk, Mistaya, North Saskatchewan, Oldman, Peace, Pembina, Red Deer, Sand, Fiume degli Schiavi, Siffleur, Smoky, South Saskatchewan, Spray, Sunwapta, Vermilion, Wabasca, Wapiti.

### Columbia Britannica
Fra i maggiori fiumi della Columbia Britannica vanno menzionati i seguenti: Alsek, Anderson,
Bella Coola, Capilano, Chemainus, Chilcotin, Coal, Columbia, Cowichan, Finlay, Fort Nelson, Fraser, Kakwa, Koksilah, Kootenay, Liard, McGregor, Nass, Nechako, Okanagan, Omineca, Peace, Pend d'Oreille, Pitt, Skeena, Squamish, Stuart, Tatshenshini, Thompson, Torpy, Wapiti

### Isola del Principe Edoardo
Fra i maggiori fiumi dell'Isola del Principe Edoardo vanno menzionati i seguenti: Bear, Dunk, West River, Wilmot, Winter, 

### Manitoba
Fra i maggiori fiumi del Manitoba vanno menzionati i seguenti: Assiniboine, Caribou, Churchill, Hayes, Nleson, Red River del Nord, Saskatchewan, Seal, Severn, Souris, Winnipeg.

### Nuovo Brunswick

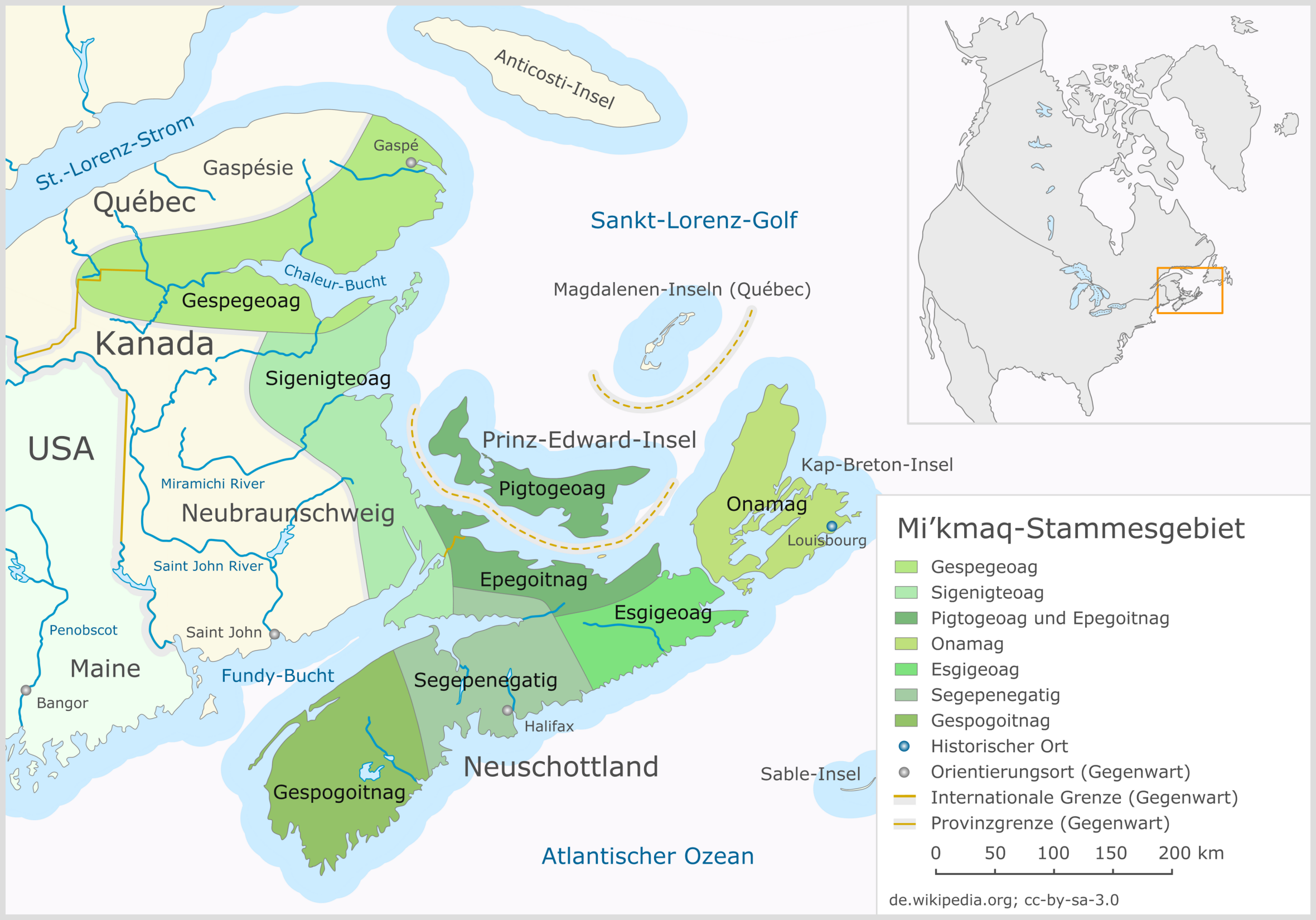
Mappa con i principali fiumi del New Brunswick

Fra i maggiori fiumi del Nuovo Brunswick vanno menzionati i seguenti: Kennebecasis, Petitcodiac, Miramichi, Nepisiguit, Restigouche, Saint Croix e Saint John.

### Nuova Scozia
Fra i maggiori fiumi della Nuova Scozia vanno menzionati i seguenti: Annapolis (fiume), Mersey, Tusket, Medway, LaHave, Margaree, St. Marys, Avon e Shubenacadie, Sydney.

### Nunavut
Fra i maggiori fiumi del Nunavut vanno menzionati i seguenti: Back, Burnside, Coppermine, Dubawnt, Kazan, Koukdjuak, Soper, Thelon.

### Ontario
Fra i fiumi dell'Ontario vanno menzionati i seguenti: Abitibi, Albany, Attawapiskat, Conestogo, Detroit, Don, English, Ekwan, Fawn, Grand River, Harricana, Mattagami, Moose, Muskoka, Niagara, Ottawa, Sand, Saint Clair, San Lorenzo, Severn, Winisk, Winnipeg.

### Québec
Fra i maggiori fiumi del Québec vanno menzionati i seguenti: Broadback, Cascapédia, Eastmain, Gatineau, Great Whale, Harricana, Kipawa, Koksoak, La Grande, Little Mecatina, Magog, Natashquan, Nottaway, Ottawa, Petawawa, Richelieu, Rivière des Prairies, Rupert, Saguenay, Saint-François, Saint-Maurice, San Lorenzo.

### Saskatchewan
Fra i maggiori fiumi del Saskatchewan vanno menzionati i seguenti: Assiniboine, Battle, Beaver, Churchill, Firebag, North Saskatchewan, Saskatchewan, Souris, South Saskatchewan. 

### Terranova e Labrador
Fra i maggiori fiumi del Terranova e Labrador vanno menzionati i seguenti: Churchill, Little Mecatina, Main e North River.

### Territori del Nord-Ovest
Fra i maggiori fiumi dei Territori del Nord-Ovest vanno menzionati i seguenti: Anderson, Coppermine, Dubawnt, Grande Fiume degli Orsi, Hay, Horton, Liard, Mackenzie, Natashquan, North Nahanni, il Peel, Fiume degli Schiavi, South Nahanni e Thelon.

### Yukon
Fra i maggiori fiumi dello Yukon vanno menzionati i seguenti: Aishihik, Alsek, Beaver, Big Creek, Big Salmon, Black River, Blackstone, Bonnet Plume, Dezadeash, Donjek, Firth, Giltana, Hart, Klondike, Liard, Macmillan, Nisling, Old Crow, Ogilvie, Peel, Pelly, Porcupine, Snake, Stewart, Tatshenshini, Teslin, White River, Wind, Yukon